# 5134 Ebilson
5134 Ebilson (1990 SM2) là một tiểu hành tinh vành đai chính được phát hiện ngày 17 tháng 9 năm 1990 bởi H. E. Holt ở Palomar.